# Werner Göhner
Werner Göhner (* 3. Oktober 1928 in München; † 1. Juli 2008 ebenda) war ein deutscher Sportfunktionär.
Göhner hatte seine ersten Kontakte mit dem Radsport, als er als Student Berichte über Veranstaltungen auf der Münchner Amorbahn für die Lokalpresse verfasste. Danach war er einige Jahre Pressesprecher des Sechstagerennens in München.
Der Jurist war ab 1962 bei der Stadt München beschäftigt. Als München den Zuschlag für die Olympischen Spiele 1972 bekam, wurde er 1967 kaufmännischer Geschäftsführer der Olympia-Baugesellschaft und von 1970 bis zu seiner Rente 1993 war er Geschäftsführer der Olympiapark GmbH. In dieser Funktion war er Mitorganisator der Olympischen Spiele 1972 in München.
Er war außerdem von 1972 bis 1978 Stadtrat, zuletzt stellvertretender Vorsitzender der SPD-Fraktion. 1973 wurde er 1. Vizepräsident des Bundes Deutscher Radfahrer (BDR) und von 1981 bis 1997 hatte er das Präsidentenamt inne. Göhner war zudem Vize-Präsident des Rad-Weltverbandes UCI und Präsident der Europäischen Radsportföderation UEC. Von 1985 bis zu seinem gesundheitsbedingten Rücktritt im Jahre 1998 war er auch Schatzmeister des NOK. Er starb 79-jährig.
Er war Träger des Goldenen Ehrenrings der Stadt München, des Bundesverdienstkreuzes erster Klasse, des Bayerischen Verdienstordens und des Olympischen Ordens des IOC.